# 4-й батальйон оперативного призначення НГУ «Крук»
4-й батальйон оперативного призначення «Крук» (4 БОП, в/ч 1241) — військова частина Національної гвардії України сформована з числа добровольців та резервістів із різних регіонів країни. Командир батальйону — підполковник Сергій Шуляк.

## Формування
19 червня перший заступник командувача Національної гвардії України генерал-майор Олександр Кривенко на брифінгу повідомив про рішення командувача Національної гвардії України генерал-лейтенанта Степана Полторака розпочати формування 4-го резервного батальйону Нацгвардії. Батальйон, який одержав неформальну назву — «Крук», був сформований 8 серпня 2014 року. Військове містечко для батальйону обладнали в Івано-Франківську на вулиці Чорновола в казармах 50 пНГУ, в\ч 1241. До складу новоствореного підрозділу увійшли добровольці зі всієї України, у тому числі — кримчани та жителі Донбасу. Серед більш ніж ста добровольців були як професійні військові, так і цивільні люди. За словами математика із Луганська: «У мене були робота, квартира. Кажу були, бо довелося кинути все і виїхати. Я сподіваюся, що ми ще туди повернемося. Зараз я йду захищати свій будинок, Україну, яка — єдина країна». В свою чергу, командир батальйону оперативного призначення Національної гвардії України  Сергій Шуляк зазначив:«Захист Батьківщини – справа усього населення України. У моєму батальйоні є представники Криму, Сходу, центральної України. І мені це приємно».

## Участь в АТО
Наприкінці серпня батальйон «Крук» вирушив на схід України де перебував 45 діб, в районі міста Попасна, а 5 жовтня повернувся додому. Заступник командира батальйону з бойові підготовки капітан Віталій Кузнєцов розповів 27 жовтня на прес-конференції, що батальйон «Крук» перебував на передовій в Луганській області у зоні проведення АТО на сході України, і був потім за ротацією відведений до постійного місця дислокування для відпочинку та доукомплектування. В ході постійних обстрілів в зоні АТО на підступах до міста Попасна шестеро військовослужбовців були поранені. Доброволець-свободівець Ярослав Сушириба, який служить у батальйоні і був поранений поблизу Попасної, розповів:
Бійці батальйону пройшли гарячу передову в Кримському, охороняли понтонну переправу через Сіверський Донець у Світличному, тримали позиції в передмісті Попасної після її звільнення, несли службу на взводних опорних пунктах та блок-постах поблизу Бахмута (колишній Артемівськ). Головним завданням гвардійців залишається забезпечення пропускного режиму, недопущення перевезення контрабанди. На початку жовтня 2015 року вони заступили на свою четверту ротацію — в районі м. Попасна. За перші три тижні ними було припинено 12 спроб несанкційованого перевезення товарів.

## Волонтерська допомога
ЗМІ неодноразово повідомляли про волонтерську допомогу, яку отримує батальйон від фізичних осіб, а також івано-франківських підприємств та громадських організацій. Зокрема, ГО «Громадська ініціатива Галичини» надала військовій частині продовольчу допомогу; фірма «Франківський будівельний центр» передала для батальйону шість польових твердопаливних печей; ГО «Івано-Франківська міська асоціація пасажирських перевізників» закупила апаратуру радіозв'язку; Роман Резник придбав польову форму; також нацгвардійцям передали безпілотник. Допомога надходила від «Союзу українок Скандинавії». Степан Євич з Великої Британії подарував батальйону медичний автомобіль. 
Підтримку батальйону також надавало Братство козацького бойового Звичаю «Спас», деякі члени якого проходили службу у батальйоні.

## Командування
- підполковник Сергій Шуляк